# 阿涅西撞击坑
阿涅西(Agnesi)是金星上的一个撞击坑，被命名为玛丽亚·盖特纳·阿涅西，意大利女数学家兼哲学家；金星上的撞击坑一般以世界各国著名的女性来命名，该撞击坑是在1991年由国际天文学联合会的工作组遵照行星系统命名法命名。它位于金星南纬39.4度、东经37.7度，撞击坑直径 42.4公里。

## 参阅
1. ↑  . 行星地名命名法则. IAU WGPSN. 15 May 2010  [10 December 2013]. （原始内容存档于2019-12-02）.